# بوته چای سرخ
رویبوس (نام علمی: Aspalathus linearis) نام یک گونه گیاه از تیرهٔ باقلاییان است. این گونه در آفریقای جنوبی یافت می‌شود. از برگ‌های این گیاه برای درست کردن دمنوش گیاهی استفاده می‌شود.